# Iso Mustilampi
Iso Mustilampi är en sjö i kommunen S:t Michel i landskapet Södra Savolax i Finland. Arean är 39 hektar och strandlinjen är 5,98 kilometer lång. Sjön  ingår i Kymmene älvs huvudavrinningsområde.   Den ligger omkring 16 kilometer nordväst om S:t Michel och omkring 210 kilometer nordöst om Helsingfors. 
Iso Mustilampi ligger nordöst om Poikelmus och norr om Ylänne. 